# Ню Йорк Поуст
New York Post (понякога съкратено като NY Post) е всекидневник, издаван в Ню Йорк. Издателят му притежава и уебсайта за клюки за знаменитости PageSix.com, развлекателния уебсайт Decider.com, а също така е и копродуцент на телевизионното шоу Page Six TV.

## История
New York Post, започва да излиза на 16 ноември 1801 г., като New York Evening Post, и претендира, че е най-старият американски ежедневник, издаван без прекъсване. Другият претендент за най-стар ежедневник, The Providence Journal, който се публикува всеки ден от 21 юли 1829 г., твърди че New York Post е прекъснал издаването си по време на стачки през 1958 и 1978 г.
През ноември 1976 г. Рупърт Мърдок обявява, че е купил New York Post. Обявената цена за придобиването е 30,5 милиона щатски долара.

## Критики
От времето, когато Рупърт Мърдок закупува вестника, New York Post често е обвиняван в търсене на сензации, фалшиви новини и уклон към консерватизъм. През 1980 г. в анализ на Columbia Journalism Review пише, че New York Post „вече не е просто журналистически проблем, а социален проблем – злосторна сила“.
Американската рап група „Public Enemy“ посвещава песен на New York Post, от албума си Apocalypse '91...The Enemy Strikes Black в отговор на публикации във вестника, засягащи вокалиста ѝ Flavor Flav.